# Carlos Paris de Orleães-Longueville
Carlos Paris de Orleães, Duque de Longueville (em francês:  Charles-Paris d’Orléans, duc de Longueville; Paris 29 de janeiro de 1649 – Tolhuis, 12 de junho de 1672), foi um nobre francês, duque de Longueville, duque de Estouteville, Príncipe Soberano de Neuchâtel, conde de Dunois, de Saint-Pol, e de Tancarville.
Quando faleceu, era também candidato ao trono eletivo da Polónia.

## Biografia
Carlos Paris era filho de Henrique II de Orleães, duque de Longueville e Príncipe Soberano de Neuchâtel e de Ana Genoveva de Bourbon, Mademoiselle de Condé. Nasceu durante o período conturbado da Fronda durante o qual a sua mãe teve um papel ativo. O seu nome é-lhe dado por uma das suas madrinhas, a cidade de Paris que apoiava os principes de sangue contra a rainha regente e o seu ministro, o cardeal Mazarin.
Foi reconhecido filho pelo duque de Longueville, embora fosse filho de uma relação adultera mantida pela mãe, Ana Genoveva, com François de Marcillac, duque de La Rochefoucauld. 
Aos 12 anos, em 1661, foi nomeado por Luís XIV abade comendador de Abadia de Santo Estêvão de Caen. O governo dos seus predecessores fora marcado por conflitos com os monges já que se interessavam, unicamente, pelos rendimentos que poderiam retirar dessa rica abadia real. Mas o governo de Carlos Paris, coadjuvado pelo Duque e pela Duquesa de Longueville, à frente da Abadia foi marcado pela generosidade desta família para com os religiosos. Ele resigna das suas funções algum tempo depois, a 2 de janeiro de 1664.
De facto, o seu pai morrera em 1663 e o seu irmão mais velho, João Luís fora reconhecido inapto para governar, pelo que Carlos Paris tornou-se príncipe soberano de Neufchâtel bem como duque de Longueville e duque de Estouteville. 
Em 1667, com dezoito anos, ele acompanha o rei de França na campanha da Flandres e participa na tomada das cidades de Tournai, Douai e Lille e, no ano seguinte, na expedição ao Franco Condado. No final de 1668, toma o comando de um força de 100 soldados para combater os Turcos no cerco de Cândia sem conseguir que o cerco fosse levantado. 
Participou na Guerra Franco-Holandesa, e atravessa o Reno a nado com a cavalaria francesa. Mas, ao air do rio, tendo atacado um corpo entrincheirado a Tolhuis, ele foi morto no domingo, dia 12 de  junho, na altura em que a diplomacia francesa tentava a sua eleição para o trono da Polónia, que se encontrava vago, e que esteve perto de se impor sobre o seu concorrente, Miguel Wiśniowiecki.
Embora celibatário, teve uma relação com Madeleine d'Angennes (1629-1714) , de quem teve um filho natural, Carlos Luís de Orleães, morto no cerco de Philippsburg (1688).